# Selkebrücke bei Mägdesprung

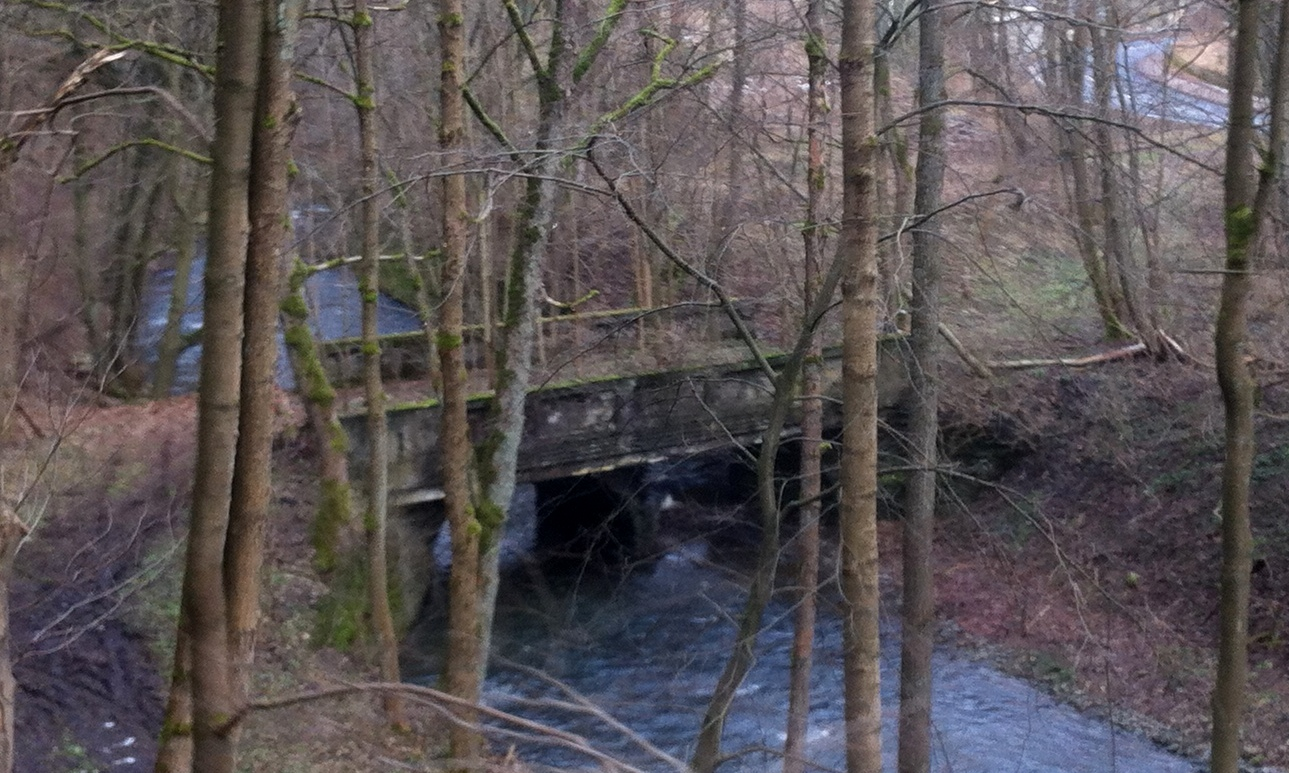
Selkebrücke bei Mägdesprung, 2015

Die Selkebrücke bei Mägdesprung war eine denkmalgeschützte Brücke über die Selke in der Nähe des zur Stadt Harzgerode in Sachsen-Anhalt gehörenden Ortsteils Mägdesprung.

## Lage
Sie befand sich im Selketal im Harz etwas südlich von Mägdesprung. Östlich der Brücke führt die Bundesstraße 185 von Mägdesprung nach Alexisbad. Westlich verläuft die Strecke der Selketalbahn. Über die Brücke führte ein von der Bundesstraße abzweigender Forstweg, der dann westlich der Selke entlang läuft und schließlich wieder auf die Bundesstraße führt. Im örtlichen Denkmalverzeichnis ist sie als Brücke eingetragen.

## Architektur und Geschichte
Die zweifeldrige Bogenbrücke wurde aus Basaltschieferplatten errichtet, eine Bauform die seit dem Ende des 18. Jahrhunderts gebräuchlich war. Anfang des 20. Jahrhunderts wurden die Brüstungen als kassettierte Betonwangen erneuert.
Die Brücke war dringend sanierungsbedürftig. Der östliche Bogen ist in Teilen eingestürzt und die Brücke gesperrt. Zwischenzeitlich wurde die Brücke abgerissen, im April 2019 waren nur noch Reste des Mauerwerks am Ufer vorhanden.